# Hexatoma longicornis
Hexatoma longicornis là một loài ruồi trong họ Limoniidae. Chúng phân bố ở miền Tân bắc.